# Ruger LCP
Ruger LCP (Lightweight Compact Pistol) — малокалиберный карманный пистолет калибра .380 ACP производства Sturm, Ruger & Co. Он был представлен на SHOT Show 2008 года.

## Обзор
При общей длине 5,16 дюйма (131 мм) и весе всего 9,4 унции (270 г) это первый выход Ruger в область субкомпактных, сверхлегких оборонительных пистолетов. LCP, который расшифровывается как «Легкий компактный пистолет», был разработан в ответ на запросы клиентов о компактном огнестрельном оружии для использования полицией в качестве резервного и оборонительного пистолета для гражданских потребностей скрытого ношения.
Пистолет имеет раму из стекловолокна, двухпальцевую рукоятку и затвор из закаленной вороненой стали. Он похож по внешнему виду на Kel-Tec P-3AT, который весит 8,3 унции (240 г) и имеет схожую пружину ударника, идентичный механизм запирания и аналогичный способ разборки. Основными отличиями являются экстрактор стиля Glock и включение внешнего упора скольжения на LCP. Также можно определить наличие патрона в патроннике, посмотрев на «смотровое отверстие» рядом с экстрактором.
В 2013 году для LCP был выпущен расширенный магазин на семь патронов

### Ограничения
Из-за некоторых особенностей законодательства, в Калифорнии и Массачусетсе доступна только версия LCP II в калибре .22lr. [8]

## Отзыв
29 октября 2008 года компания Ruger объявила об отзыве некоторых пистолетов LCP с префиксами серийных номеров меньше «371-xxxxx» из-за возможности случайного выстрела некоторых пистолетов при падении на твердую поверхность. В объявлении об отзыве говорилось, что Ruger обновит систему ударника, сделает другие неопределенные улучшения и в качестве компенсации предоставит владельцам удлинитель рукоятки, который можно прикрепить к магазину. Модернизированные модели имеют треугольную маркировку в задней части затвора.

## Варианты

### Coyote Special edition
В апреле 2010 года губернатор Техаса Рик Перри привлек внимание к оружию, когда он использовал его, чтобы застрелить койота, который угрожал ему и лабрадору-ретриверу его дочери во время утренней пробежки возле Остина. Ни Перри, ни его собака не пострадали, и губернатор утверждает, что оставил мертвого койота там, где он упал, заявив, что «он стал удобрением». С тех пор Ruger выпустил «Coyote Special» издание пистолета в память о встрече Перри.

### Второе поколение
В 2013 году Ruger модифицировал оригинальный LCP, включив в него более заметные прицельные приспособления и укоротив ход спуска. Пистолеты второго поколения LCP можно идентифицировать по серийным номерам, в которых отсутствует дефис, присутствующий в номерах LCP первого поколения.

### LCP Custom

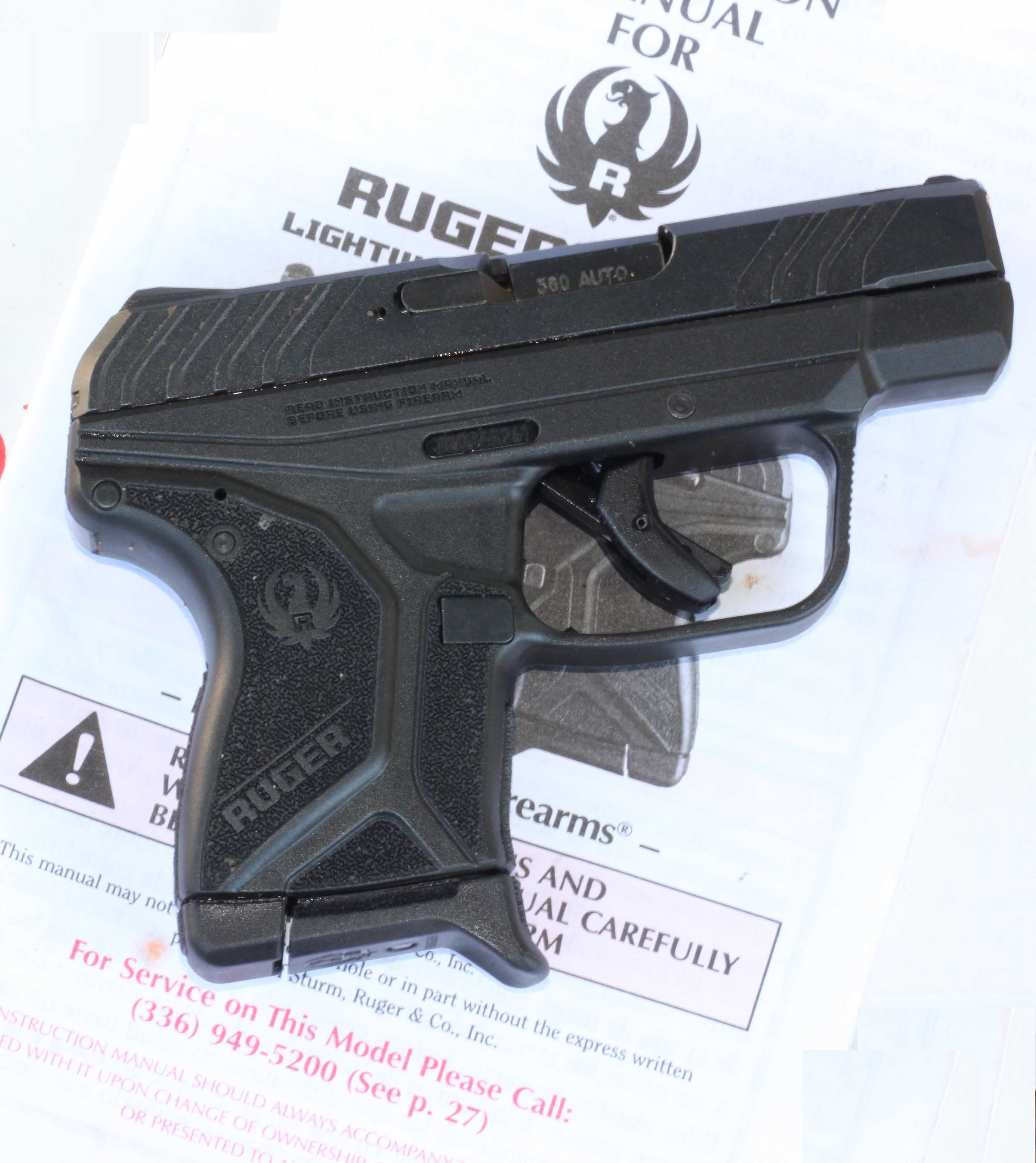
RUGER LCP II

В 2015 году компания Ruger представила модель LCP Custom. Его легко отличить по красному жесткому анодированному алюминиевому спусковому крючку, который имеет более короткую улучшенную геометрию тяги. LCP Custom также имеет улучшенные, более высокие прицельные приспособления. Сменная мушка крепится так же, как и мушка Glock, и совместима с инструментом для снятия прицела Glock. Целик также является сменным и крепится с помощью прорези «ласточкин хвост». Мушка LCP Custom фосфоресцирующая, «светится в темноте», в то время как целик обычный черный. Эта модель была снята с производства с появлением LCP II.
| Ruger LCP II               | Ruger LCP II |
| -------------------------- | --- |
|                            | |
| Тип                        | Пистолет |
| Место происхождения        | США |
| История производства       | |
| Производитель              | Ругер |
| Произведено                | 2016-настоящее время |
| Технические характеристики | |
| Масса                      | 10,6 унции (300 г) |
| Длина                      | 5.17 дюйма (131 мм) |
| Длина ствола               | 2.75 дюйма (70 мм) |
| Ширина                     | 0,75 дюйма (19 мм) (только слайд) |
| Высота                     | 3,71 дюйма (94 мм) |
|                            | |
| Патрон                     | .380 ACP .22 LR |
| Механизм                   | одиночное действие |
| Система подачи             | Съемный коробчатый однорядный магазин; емкости: - 6+1 патронов (стандарт) - 7+1 патронов (расширенный) - 10+1 патронов (только .22 LR) |
| Достопримечательности      | Фиксированные прицельные приспособления                                                                                                |

| Ruger LCP                  | Ruger LCP |
| -------------------------- | --- |
| Пистолет Ruger LCP 380     | |
| Тип                        | Полуавтоматический пистолет |
| Место происхождения        | США |
| История производства       | |
| Производитель              | Ругер |
| Произведено                | 2008-настоящее время |
| Варианты                   | LCP II (2016), LCP Max (2021) |
| Технические характеристики | |
| Масса                      | 9,4 унции (270 г) |
| Длина                      | 5.16 дюйма (131 мм) |
| Длина ствола               | 2.75 in (70 mm) (LCP & LCP II) 2.8 in (71 mm) (LCP Max) |
| Ширина                     | .82 дюйма (21 мм) |
| Высота                     | 3,6 дюйма (91 мм) |
|                            | |
| Патрон                     | .380 ACP |
| Механизм                   | Только двойное действие |
| Система подачи             | Съемный коробчатый магазин; емкости: - 6+1 патронов (стандарт) - 7+1 патронов (расширенный) - 10+1 патронов (LCP Max standard) - 12+1 патронов (LCP Max extended) |
| Достопримечательности      | Фиксированные прицельные приспособления (LCP и LCP II) Регулируемый целик (LCP Max)                                                                               |

Представленный 6 октября 2016 года, немного больший LCP II имеет ряд обновлений, включая постановку на затворную задержку при израсходовании патронов. LCP II совместим с оригинальными 6-зарядными магазинами LCP (но не с расширенными 7-зарядными магазинами), однако он не становится на затворную задержку, так как в оригинальной версии LCP эта функция отсутствовала.

## LCP Max
В июне 2021 года компания Ruger представила новую модель двухрядного магазина LCP Max. Теперь он способен удерживать 10 патронов (12 патронов в расширенном магазине), он также имеет улучшенные губы подачи магазина, горку подачи, экстрактор, геометрию фиксатора ствола, тритиевые прицельные приспособления и дублированную с двух сторон кнопку выброса магазина.